# Первый Московский государственный медицинский университет имени И. М. Сеченова
Первый Московский государственный медицинский университет имени И. М. Сеченова (Сеченовский Университет) — старейший медицинский университет в России, ведущий свою историю с момента основания медицинского факультета Московского университета в 1758 году. С 1955 года носит имя русского физиолога Ивана Михайловича Сеченова.
Полное наименование: Федеральное государственное автономное образовательное учреждение высшего образования Первый Московский государственный медицинский университет имени И. М. Сеченова Министерства здравоохранения Российской Федерации (Сеченовский Университет).
Сокращённое наименование: ФГАОУ ВО Первый МГМУ им. И. М. Сеченова Минздрава России (Сеченовский Университет).
В 2023 году университет занял 33 место в списке крупнейших университетов России по количеству студентов и 9 место в России по количеству иностранных студентов. По данным Мониторинга Министерства науки и высшего образования РФ в университете в 2023 году обучались 18 125 студентов, 3 795 из которых — иностранные.
В настоящее время должность ректора Сеченовского Университета занимает академик РАН, доктор медицинских наук, профессор Пётр Витальевич Глыбочко.

## История

### В дореволюционные годы
Родоначальником университета был медицинский факультет ИМУ, занятия на котором начались в 1758 году, причём слушателями были всего 6—8 человек, а все преподаватели были иностранцами. К концу XVIII века медицинский факультет ИМУ окончили 36 выпускников.
В сентябре 1884 года Московская городская дума передала университету в его собственность городские пустующие земли на Девичьем Поле площадью более 40 тысяч кв. саженей, где по инициативе декана медицинского факультета ИМУ Н. В. Склифосовского появился «клинический городок» — 13 основных зданий, в которых были размещены 15 клиник и 8 научных институтов.
В годы Первой мировой войны начались ускоренные выпуски врачей (студенты-медики отправлялись на фронт в звании зауряд-врачей), была значительно ускорена и усилена подготовка студентов по военно-полевой хирургии, санитарии и травматологии.

### В годы советской власти
Клинические школы, сформированные в медицинском факультете ИМУ в дореволюционные годы, продолжили своё развитие в первые годы советской власти, когда их носителем с 1918 года стал медицинский факультет 1-го МГУ.
В 1930 году приказом Совнаркома СССР медицинский факультет 1-го МГУ был выведен из состава 1-го МГУ и реорганизован в самостоятельный 1-й Московский медицинский институт (1-й ММИ). За выдающиеся заслуги в развитии медицинской науки и подготовки квалифицированных медицинских кадров в 1940 году институт был награждён орденом Ленина и стал называться 1-м Московским ордена Ленина медицинским институтом (1-й МОЛМИ).
В годы Великой Отечественной войны 1-й МОЛМИ был эвакуирован в Уфу, где продолжал свою деятельность на базе Башкирского медицинского института.
В 1955 году распоряжением Совета Министров СССР 1-му МОЛМИ было присвоено имя выдающегося русского физиолога И. М. Сеченова. В 1965 году указом Президиума ВС СССР 1-й МОЛМИ им. И. М. Сеченова был награждён орденом Трудового Красного Знамени.

### В наши дни
В 1990 году 1-й Московский медицинский институт имени И. М. Сеченова (1-й ММИ) был преобразован в Московскую медицинскую академию им. И. М. Сеченова (ММА им. И. М. Сеченова), которая в 2010 году была реорганизована в Первый Московский государственный медицинский университет им. И. М. Сеченова (Первый МГМУ им. И. М. Сеченова).
В конце 2015 года Первый МГМУ им. И. М. Сеченова — единственный среди медицинских вузов страны — вошёл в Проект 5-100. В 2017 году получил официальное наименование «Сеченовский Университет».

## Структура
Сеченовский Университет — это крупный учебно-научный комплекс по профессиональной подготовке, переподготовке и повышению квалификации специалистов с медицинским и фармакологическим образованием, а также научно-педагогических работников высшей квалификации. Также университетом ведутся научные исследования и оказывается специализированная медицинская помощь населению. Университет возглавляет учебно-методическое объединение медицинских и фармакологических вузов России.
В структуре Сеченовского Университета выделяются 17 институтов, Научно-технологический парк биомедицины, а также зарубежный филиал, расположенный в Баку.

#### Институты
В настоящее время насчитывается 17 институтов, являющихся структурными подразделениями Сеченовского Университета. Среди них есть как институты, основанные на базе классических факультетов, характерных для медицинских университетов России, так и институты, уникальные для отечественного медицинского образования, ведущие клинико-лабораторную или научно-образовательную деятельность:
- Институт клинической медицины им. Н. В. Склифосовского (директор — д. м. н., проф. Беатриса Альбертовна Волель). Датой начала истории этого института можно считать 1758 год, когда начались первые занятия на медицинском факультете ИМУ. В 1930 году медицинский факультет вышел из состава 1-го МГУ, образовав самостоятельный 1-ММИ, и стал его лечебно-профилактическим факультетом. В 1969 году из созданного в 1959 году вечернего факультета был основан 2-й лечебный факультет, в результате чего лечебно-профилактический факультет стал 1-м лечебным факультетом. В 1998 году 1-й и 2-й лечебные факультеты были объединены. В 2019 году лечебный факультет стал Институтом клинической медицины. В настоящее время ИКМ включает в себя порядка 50 кафедр, где обучаются более 8 тысяч студентов, что делает его крупнейшим лечебным факультетом в России;

- Институт общественного здоровья им. Ф. Ф. Эрисмана (директор — академик РАН, д. м. н., проф. Николай Иванович Брико). В 1930 году с созданием 1-го ММИ был образован новый, санитарно-профилактический факультет. Этот факультет, который готовит санитарных врачей (гигиенистов и эпидемиологов), стал первым таким факультетом в истории мирового медицинского образования. В 1935 году его переименовали в санитарно-гигиенический, а в 1992 году — в медико-профилактический. 18 февраля 2019 года на базе МПФ был создан Институт общественного здоровья. Ныне ИОЗ состоит из 7 кафедр;
- Институт фармации им. А. П. Нелюбина (директор — д. фарм. н., проф. Галина Владиславовна Раменская). В 1934 году был основан Московский фармацевтический институт (МФИ). С 1952 по 1958 годы МФИ выстроил здание физического корпуса, впоследствии было получено разрешение на строительство химического корпуса, который достраивал уже 1-й ММИ. 4 сентября 1958 года МФИ был объединён с 1-м ММИ и стал его фармацевтическим факультетом. В 2016 году фармацевтический факультет слился с Научно-исследовательским институтом фармации (НИИФ) в Институт фармации и трансляционной медицины (ИФиТМ) в составе Первого МГМУ. В 2018 году ИФиТМ вновь был разделён на два отдельных института: Институт фармации и Институт трансляционной медицины и биотехнологии. В состав Института фармации в настоящее время входят 9 кафедр;
- Институт стоматологии им. Е. В. Боровского (директор — д. м. н., проф. Ирина Михайловна Макеева). Зубоврачевание преподавалось с 1885 года на курсе стоматологии при кафедре челюстно-лицевой хирургии медицинского факультета ИМУ. В 1-м ММИ объявлялся отдельный приём на стоматологическое отделение лечебно-профилактического факультета. В 2000 году было принято решение открыть отдельный факультет, в связи с чем в Минобразования было подано ходатайство. 27 апреля 2001 года был основан стоматологический факультет, на базе которого 16 ноября 2017 был создан Институт стоматологии, который ныне включает в себя 7 профильных кафедр;
- Клинический институт детского здоровья им. Н. Ф. Филатова (директор — член-корр. РАН, д. м. н., проф. Екатерина Иосифовна Алексеева). Открыт 19 июня 2010 года как педиатрический факультет, который в 2019 году был реорганизован в Институт здоровья детей. На данный момент в составе КИДЗ насчитывается 7 кафедр;
- Институт профессионального образования (директор — д. м. н., проф. Ших Евгения Валерьевна). В январе 1989 году в 1-м ММИ был организован факультет послевузовского профессионального образования врачей (ФППОВ), на базе которого в 2013 году был основан ИПО, который в настоящее время включает в себя 17 кафедр;
- Институт лидерства и управления здравоохранением (директор — к. э. н., доц. Игорь Николаевич Каграманян). В 1996 году в ММА был открыт факультет управления и экономики здравоохранения, в 2014 году несколько кафедр факультета были объединены в Высшую школу управления здравоохранением (ВШУЗ). В 2015 году на базе ВШУЗ и присоединённой к ней кафедры основ законодательства в здравоохранении был основан Институт лидерства и управления здравоохранением;
- Институт медицинской паразитологии, тропических и трансмиссивных заболеваний им. Е. И. МарциновскогоИнститут медицинской паразитологии, тропических и трансмиссивных заболеваний им. Е. И. Марциновского (директор — член-корр. РАН, д. м. н. Александр Николаевич Лукашев). Основан 30 августа 1920 года как Институт протозойных заболеваний и химиотерапии. В 1934 году получил имя своего первого директора и переименован в Центральный государственный тропический институт им. Е. И. Марциновского. В 1956 году вновь переименован в Институт медицинской паразитологии и тропической медицины им. Е. И. Марциновского, который в 2000 году был присоединён к ММА;
- Институт трансляционной медицины и биотехнологии (директор — д. фарм. н., проф. Вадим Владимирович Тарасов). В 1929 году была открыта Центральная аптечная опытная станция (ЦАОС), которая в 1934 году была переименована в Центральную аптечную научно-исследовательскую станцию (ЦАНИС), в 1940 году — в Центральную аптечную научно-исследовательскую лабораторию (ЦАНИЛ), а в 1944 году — в Центральный аптечный научно-исследовательский институт (ЦАНИИ) Минздрава РСФСР. В 1953 году ЦАНИИ был переподчинён Минздраву СССР, а в 1976 году переименован во Всесоюзный научно-исследовательский институт фармации (ВНИИФ) Минздрава СССР. В 1991 году преобразован в Научно-исследовательский Институт фармации Минздрава России, а в 2000 году НИИФ стал подразделением ММА им И М. Сеченова вплоть до слияния с фармацевтическим факультетом в 2016 году с образованием ИФиТМ. В 2018 году ИФиТМ вновь был разделён на два отдельных института: Институт фармации и Институт трансляционной медицины и биотехнологии, в настоящее время в структуре института насчитывается 4 кафедры;
- Институт урологии и репродуктивного здоровья человека (директор — д. м. н., проф. Магомед-Салах Алхазурович Газимиев). Создан в сентябре 2010 года по инициативе ректора университета. Совместно со старейшей в России клиникой урологии (основана в 1866 году) и кафедрой урологии данный институт формирует уникальную научно-исследовательскую, образовательную и лечебную структуру. На базе института в настоящее время осуществляют работу Российское и Московское общества урологов;
- Институт кластерной онкологии им. проф. Л. Л. Лёвшина (директор — академик РАН, д. м. н., проф. Игорь Владимирович Решетов). В 2017 году в составе Института персонализированной медицины был организован центр персонализированной онкологии. В 2019 году был создан отдельный Институт кластерной онкологии, который позже получил имя русского хирурга Льва Львовича Лёвшина, основавшего в 1903 году на Малой Царицынской улице Институт для одержимых злокачественными опухолями имени Морозовых, первый онкологический институт в истории отечественной медицины;
- Институт клинической морфологии и цифровой патологии (директор — д. м. н., проф. Татьяна Александровна Демура). В 1849 году на медицинском факультете Московского университета была открыта кафедра патологической анатомии, на которой началось преподавание этой дисциплины. В 2021 году было объявлено об образовании на базе кафедры патологической анатомии им. акад. А. И. Струкова современного ИКМиЦП;
- Институт лингвистики и межкультурной коммуникации (директор — к. фил. н., проф. Ирина Юрьевна Марковина). В 1930 году в новом 1-м ММИ была открыта кафедра иностранных языков. На базе этой кафедры, ставшей Центром изучения иностранных языков, был основан нынешний ИЛиМК;
- Институт цифровой медицины (директор — д. тех. н., проф. Георгий Станиславович Лебедев). В 1991 году в ММА был открыт курс медицинской информатики и статистики, который в 1996 году стал кафедрой. Эта кафедра и легла в основу ИЦМ;
- Институт социальных наук (директор — академик РАН, д. м. н., д. соц. н., проф. Андрей Вениаминович Решетников). В 1995 году в ММА была открыта первая в России самостоятельная кафедры медицинского права, в 1999 году — кафедра социологии медицины, экономики здравоохранения и медицинского страхования, а в 2011 году — кафедра экономики и менеджмента. Вместе с кафедрой гуманитарных наук они составляют нынешний ИСЦ.
- Институт психолого-социальной работы (директор — д. п. н. Мария Георгиевна Киселева). В 1971 году была открыта кафедра педагогики и медицинской психологии для повышения квалификации преподавателей. В 1991 году был создан факультет высшего сестринского образования, в связи с чем кафедра стала обучать и студентов. В 2019 году все структуры, связанные с психологией и сестринским делом были организованы в ИПСР.
- Институт электронного медицинского образования (директор — член-корр. РАН, д. м. н., проф. Марина Аркадьевна Кинкулькина);

#### Научно-технологический парк биомедицины
Высокотехнологичный и наукоёмкий междисциплинарный кластер Сеченовского Университета, открытый в 2017 году в здании бывшего Научно-исследовательского центра (НИЦ). Представляет собой консорциум, включающий в себя несколько институтов:
- Институт молекулярной медицины (директор — д. б. н., проф. Андрей Александрович Замятнин). Создан приказом ректора ММА 25 сентября 2000 года по согласованию с Минздравом. Основная цель работы ИММ — это поиск, идентификация и изучение новых молекулярных маркеров и мишеней патологий человека (онкологических, наследственных, инфекционных), механизмов их участия и проявления в развитии болезни, а также способов терапевтического воздействия на них;
- Институт регенеративной медицины (директор — д. х. н. Пётр Сергеевич Тимашев);
- Институт персонализированной медицины (директор — д. м. н. проф. Филипп Юрьевич Копылов);
- Институт бионических технологий и инжиниринга (директор — к. т. н., доц. Дмитрий Викторович Телышев);
- Институт молекулярной тераностики (директор — к. т. н. Александр Евгеньевич Носырев);
- Институт компьютерных наук и математического моделирования (директор — д. ф.-м. н., доц. Сергей Сергеевич Симаков);
- Институт биодизайна и моделирования сложных систем.

В настоящее время в структуру университета входит единственный филиал, являющийся неотъемлемой частью Сеченовского университета:
- Бакинский филиал в Азербайджане (ректор — д. м. н., проф. Азиз Алиев[17]). Является зарубежным филиалом Сеченовского Университета[18]. Решение об открытии филиала было принято на встрече ректора университета и Президента Азербайджана[19]. Церемония открытия состоялась 15 сентября 2015 года[20]. Обучение в филиале осуществляется по учебным планам и программам Сеченовского Университета, занятия проводятся на русском языке. Выпускникам Филиала выдаётся диплом Сеченовского Университета. На 2018 год в Бакинском филиале образование получали 500 студентов[21].

## Деятельность

#### Учебная деятельность
В университете реализуется многоуровневая система медицинского, инженерно-технического, естественно-научного и фармацевтического образования: довузовское (среднее общее), среднее профессиональное, высшее, послевузовское профессиональное, дополнительное профессиональное и непрерывное профессиональное. Также осуществляются инклюзивное и дистанционное образование.
В образовательном процессе участвует более 2 тысяч преподавателей, из них 85 % имеют учёную степень. Обучение студентов проводится более чем на 100 кафедрах.

#### Научная деятельность
Фундаментальные и прикладные исследования осуществляются профессорско-преподавательским составом кафедр, научными сотрудниками, аспирантами, докторантами, студентами и соискателями по приоритетным направлениям развития медицины и биологии. Сеченовский Университет является базой доклинических исследований и клинической апробации результатов научно-исследовательских работ, их внедрения в практику здравоохранения, в систему высшего и профессионального образования.
Ежегодно в Сеченовском Университете защищаются более 200 докторских и кандидатских диссертаций, за это же время количество научных публикаций в профильных журналах всех квартилей достигает 4 тыс.
В университете трудятся 60 действительных членов и 40 членов-корреспондентов РАН; 2 действительных члена и 1 член-корреспондент РАО; более 70 заслуженных деятелей науки РФ; свыше 100 лауреатов Госпремии, премии Президента и Правительства России.
C 28 августа 2019 года Первый МГМУ наделён правом присуждения учёных степеней самостоятельно, без последующего взаимодействия с ВАК.

#### Лечебная деятельность
Клинический городок медицинского факультета ИМУ был создан в 1897 году. Ныне в структуре Сеченовского Университета функционирует Клинический центр, один из крупнейших университетских клинических комплексов Европы, включающий следующие учреждения:
- Университетская клиническая больница № 1, «600-коечная» (главный врач — к. м. н., Валерий Валериевич Роюк);
- Университетская клиническая больница № 2 (главный врач — к. м. н. Василий Юрьевич Михайлов);
- Университетская клиническая больница № 3 (главный врач — Дмитрий Олегович Рожков);
- Университетская клиническая больница № 4, бывш. ГКБ № 61 (главный врач — Михаил Тимофеевич Чернов);
- Университетская клиническая больница № 5;
- Клиника колопроктологии и малоинвазивной хирургии (главный врач — доктор м. н., Царьков Петр Владимирович).

Кроме того, действуют Сеченовский центр материнства и детства, Стоматологический центр и другие профильные больницы Клинического центра.
- Сеченовский центр материнства и детства
- Клиническая больница № 1 Сеченовского университета

#### Международная деятельность
Организацию и координацию обучения в Сеченовском Университете иностранных граждан, включая граждан из стран СНГ, а также формирование и укрепление научных связей университета за рубежом осуществляет Центр международного образования.
На сегодняшний день[уточнить] в Сеченовском Университете обучаются около 3 тысяч иностранных граждан из 83 стран мира. Преимущественно это представители Малайзии, КНР, Сирии, Индии, Ирана, Бразилии, а также других стран Азии, Африки и Южной Америки.

## Положение в рейтингах
В 2015 году агентство «Эксперт РА» опубликовало в журнале «Коммерсантъ. Деньги» рейтинг вузов России, назвав Первый МГМУ безоговорочным лидером медицинского направления в стране, присвоило вузу рейтинговый класс «B», означающий «высокий уровень» подготовки выпускников. В данном рейтинге Первый МГМУ получил лучший результат среди всех медицинских вузов России и СНГ; все остальные медицинские вузы попали лишь в класс «D» и ниже.
7 ноября 2018 издание Times Higher Education (THE) впервые включило Сеченовский Университет в список лучших университетов мира, он вошёл в список по направлениям «Наука о медицине и здоровье» и «Наука о жизни» и занимает позицию 601+ из 721. Изданием были оценены результаты статистического анализа деятельности, аудированных данных, результаты ежегодного глобального опроса представителей международного академического сообщества и работодателей, а также финансовые показатели вуза.
В 2022 году вуз вошел в Международный рейтинг «Три миссии университета», где занял позицию в диапазоне 301—350. Также в 2022 году занял 17 место в рейтинге RAEX «100 лучших вузов России» и 17 место в рейтинге влиятельности вузов России (RAEX), 2022.
В предметных рейтингах RAEX занимает 1-е место в направлении «Медицина и здравоохранение», 4 место по направлению «Биотехнологии и биоинженерия» и 8 место по направлению «Психология».

## Преподаватели
- Категория:Преподаватели медицинского факультета Московского университета (до 1930)
- Категория:Преподаватели 1-го МГМУ (1-го ММИ, 1-го МОЛМИ, ММА)